# シデリアン
| 累代        | 代       | 紀                 | 基底年代 Mya |
| ----------- | -------- | ------------------ | ------------ |
| 顕生代      | 新生代   | 新生代             | 66           |
| 顕生代      | 中生代   | 中生代             | 251.902      |
| 顕生代      | 古生代   | 古生代             | 541          |
| 原生代      | 新原生代 | エディアカラン     | 635          |
| 原生代      | 新原生代 | クライオジェニアン | 720          |
| 原生代      | 新原生代 | トニアン           | 1000         |
| 原生代      | 中原生代 | ステニアン         | 1200         |
| 原生代      | 中原生代 | エクタシアン       | 1400         |
| 原生代      | 中原生代 | カリミアン         | 1600         |
| 原生代      | 古原生代 | スタテリアン       | 1800         |
| 原生代      | 古原生代 | オロシリアン       | 2050         |
| 原生代      | 古原生代 | リィアキアン       | 2300         |
| 原生代      | 古原生代 | シデリアン         | 2500         |
| 太古代      | 太古代   | 太古代             | 4000         |
| 冥王代      | 冥王代   | 冥王代             | 4600         |
| 1. 2. 3. 4. |          |                    |              |

シデリアン（鉄鉱紀、英：Siderian; PP1、中国語：成铁纪（成鉄紀））は、25億年前から23億年前にあたる古原生代最初の地質時代（紀）の一つ。日本語名は決定されていない。層位学的にではなく時間計測的に定義された。
紀名はギリシャ語で「鉄」を意味するsiderosに由来する。

## 出来事
豊富な縞状鉄鉱層（BIFs）は紀の前期にピークに達した。BIFsは嫌気性藻類の排出した酸素が鉄と結合して磁鉄鉱（Fe3O4；酸化鉄）となって形成された。この過程で鉄が海洋から除去されて、緑がかった海ではなくなったと考えられる。最終的に酸素は海洋に溶けきれずに今日のような酸素が豊富な大気を生み、ヒューロニアン氷期として知られる大酸化イベントを引き起こした。
ヒューロニアン氷期は24億年前のシデリアンに始まり、リィアキアン後期の21億年前に終わった。